# DAPL1
DAPL1 (англ. Death associated protein like 1) – білок, який кодується однойменним геном, розташованим у людей на 2-й хромосомі. Довжина поліпептидного ланцюга білка становить 107 амінокислот, а молекулярна маса — 11 880.
| 10         |  | 20         |  | 30         |  | 40         |  | 50         |
| ---------- |  | ---------- |  | ---------- |  | ---------- |  | ---------- |
| MANEVQDLLS |  | PRKGGHPPAV |  | KAGGMRISKK |  | QEIGTLERHT |  | KKTGFEKTSA |
| IANVAKIQTL |  | DALNDALEKL |  | NYKFPATVHM |  | AHQKPTPALE |  | KVVPLKRIYI |
| IQQPRKC    |  |            |  |            |  |            |  |            |

A: Аланін

C: Цистеїн

D: Аспарагінова кислота

E: Глутамінова кислота

F: Фенілаланін

G: Гліцин

H: Гістидин

I: Ізолейцин

K: Лізин

L: Лейцин

M: Метіонін

N: Аспарагін

P: Пролін

Q: Глутамін

R: Аргінін

S: Серин

T: Треонін

V: Валін

Задіяний у таких біологічних процесах, як апоптоз, диференціація клітин. 